# Laguna Paiva
Laguna Paiva est une ville en Argentine, dans la province de Santa Fe.
Elle est à 40 km au nord de Santa Fe.